# 栗色鹑螺
栗色鹑螺（学名：或），是异足目鹑螺科鹑螺属的一种。主要分布于马来西亚、印度尼西亚、中国，常栖息在潮下带。